# Rafael Alberto Vásquez
Rafael Alberto Vásquez (Barrio de Boedo, Ciudad Autónoma de Buenos Aires, 11 de octubre de 1930 – Ciudad de Buenos Aires, 26 de agosto de 2020) fue un poeta, escritor y ensayista argentino. Fue un destacado exponente de la Generación poética del 60 y tuvo una participación activa en los grupos literarios Grupo Barrilete y el Grupo de los Siete.

## Primeros años
Rafael Alberto Vásquez nació en el barrio de Boedo, en la ciudad de Buenos Aires. Realizó sus estudios primarios en la Germania Schule, una institución argentino-alemana, y completó el nivel secundario en el Colegio Nacional de Buenos Aires. Desde temprana edad manifestó interés por la literatura: a los quince años comenzó a escribir sus primeros poemas y fundó una pequeña revista literaria, producida a mimeógrafo, que distribuía entre sus compañeros de colegio y en librerías situadas en las inmediaciones de la Facultad de Filosofía y Letras de Buenos Aires.
En 1949 ingresó a la Facultad de Derecho, aunque abandonó la carrera algunos años después. En 1950 se desempeñó como auxiliar administrativo en el Colegio Nacional de Buenos Aires, donde conoció a Manuel Antín, con quien entabló una amistad basada en intereses comunes vinculados a la poesía, el cine y el teatro. Al año siguiente cumplió con el servicio militar obligatorio.
Sus primeras intervenciones en publicaciones culturales se produjeron en 1954, cuando publicó una nota bibliográfica de cinco páginas en la revista-libro Buenos Aires Literaria. En julio de 1955, dio a conocer por primera vez poemas de su autoría en la revista Letras Mundiales. Ese mismo año, fue uno de los veinte autores seleccionados en un certamen organizado por la Sociedad Argentina de Escritores (SADE) y el Fondo Nacional de las Artes para la publicación de una antología. En ese contexto, Bernardo Ezequiel Koremblit, quien se desempeñaba como director del área cultural de la Sociedad Hebraica Argentina, promovió el encuentro entre Vásquez y otros autores seleccionados, lo que significó para él el fin de un período de aislamiento creativo y el inicio de su participación en la Federación Argentina de Revistas y Grupos Literarios Independientes (FADRYGLI).

## Grupos literarios

### Grupo Barrilete

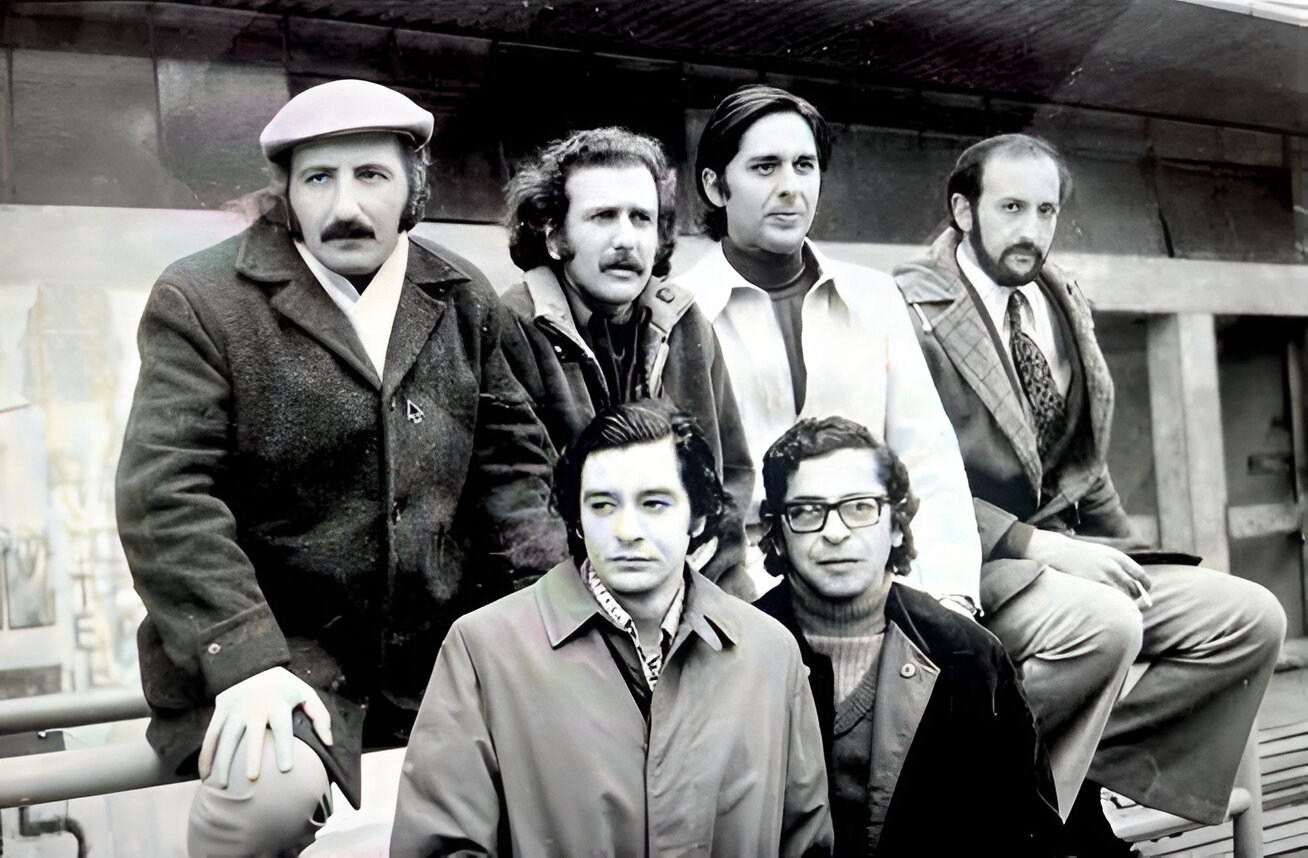
Arriba de Izquierda a Derecha: Roberto Jorge Santoro, Carlos Patiño, Rafael Alberto Vásquez y Alberto Costa. Abajo de Izquierda a Derecha: Enrique Courau y Rubén Caccamo.

Rafael Alberto Vásquez se incorporó al Grupo Barrilete en los inicios de la década de 1960, integrándose activamente en este colectivo literario fundado por Roberto Jorge Santoro en 1960. Desde entonces, participó en sus actividades y colaboró con publicaciones en la revista homónima, revista El Barrilete, también creada por Santoro en agosto de 1963.
En 1964, durante el denominado segundo período de la revista El Barrilete/Barrilete, se produjo una renovación tanto estética como estructural de la publicación. En ese contexto, se amplió el Consejo de Redacción, que quedó conformado por Daniel Barros, Martín Campos, Ramón Plaza, Miguel Ángel Rozzisi, Horacio Salas, Marcos Silber, Roberto Jorge Santoro y el propio Vásquez, quien desde entonces asumió un rol más activo en la conducción editorial de la revista.
Además de integrar el Consejo de Redacción, Vásquez colaboró como autor en distintas entregas de El Barrilete, publicando poemas, reseñas y textos críticos a lo largo de los años en que la revista se mantuvo activa. Entre sus contribuciones se encuentran el poema “Lluvias”, publicado en El Barrilete N.º 2 (septiembre de 1963), y la reseña “Entrada prohibida”, sobre el libro de Eduardo Romano, aparecida en Barrilete N.º 7 (marzo-abril de 1964). Participó también en el Suplemento Cinco Poetas de Barrilete (octubre-diciembre de 1964) con los poemas “Extranjera” y “Las noches”. En Barrilete N.º 12 (agosto-septiembre de 1966) publicó el poema “Las palabras perdieron su sentido” y la reseña “Uno en un mundo”, dedicada al libro de Alberto Luis Ponzo. Finalmente, su poema “Vértigo” fue incluido en el Barrilete Suplemento Imprescindible de septiembre de 1967.
Vásquez permaneció en la conducción de la revista hasta finales de 1974, cuando la publicación fue prohibida y retirada de circulación. Durante la última dictadura cívico-militar argentina, muchos de los integrantes y allegados al grupo sufrieron persecución, desapariciones forzadas o debieron exiliarse. Rafael Alberto Vásquez y Alicia Dellepiane Rawson fueron de los pocos miembros que permanecieron en Buenos Aires, lo que permitió a Vásquez preservar y documentar la memoria de Barrilete. Conservó un extenso archivo bibliográfico y documental sobre el grupo, que puso a disposición de escritores, investigadores y lectores interesados en su historia. En reconocimiento a este aporte, el 11 de diciembre de 1999, la hemeroteca de la Asociación de Poetas Argentinos (APOA) fue nombrada en su honor, al recibir la donación de una colección completa de la revista Barrilete.

### Grupo de los Siete

Portada de Siete poetas y un rayo misterioso

En 1983, Rafael Alberto Vásquez integró el Grupo de los Siete, colectivo poético conformado inicialmente tras una reunión celebrada en el Café Tortoni de Buenos Aires. Los miembros fundadores fueron Rubén Chihade, Rubén Derlis, Oscar González, Carlos Massetti, Roberto Selles, María del Carmen Suárez y el propio Vásquez. Posteriormente, Alicia Dellepiane Rawson se incorporó en reemplazo de Carlos Massetti, y Norma Pérez Martín ocupó el lugar de Roberto Selles tras su alejamiento del grupo. En 1986, Carlos Penelas y Susy Quinteros ingresaron como integrantes, reemplazando a Alicia Dellepiane Rawson y María del Carmen Suárez, respectivamente. Durante los casi cuatro años en que el grupo permaneció activo, desarrollaron lecturas, encuentros y actividades literarias en distintas localidades de Argentina, entre ellas las ciudades de La Plata y Mercedes, en la provincia de Buenos Aires. El Grupo de los Siete se disolvió en 1987.
A lo largo de su existencia, publicaron diversos cuadernillos de poesía, entre los que se destacaron:
- Grupo de los 7, publicación inicial en la que afirmaron su convicción de que el aislamiento representa una condición empobrecedora para el poeta.
- Siete poetas en la calle del agujero en la media, homenaje a Raúl González Tuñón.
- Siete poetas contra la desesperanza, obra que ratificaba el compromiso democrático y la defensa de las libertades recuperadas.
- Siete poetas y un rayo misterioso, evocación de la figura de Carlos Gardel.
- Siete poetas y el crimen fue en Granada, homenaje a Federico García Lorca.
- Siete poetas y la América invisible, donde se manifestaba su pertenencia a una identidad americana.
- Contracuerpos, carpeta integrada por siete poemas ilustrados por seis artistas plásticos.

## Sociedad Argentina de Escritores (SADE)

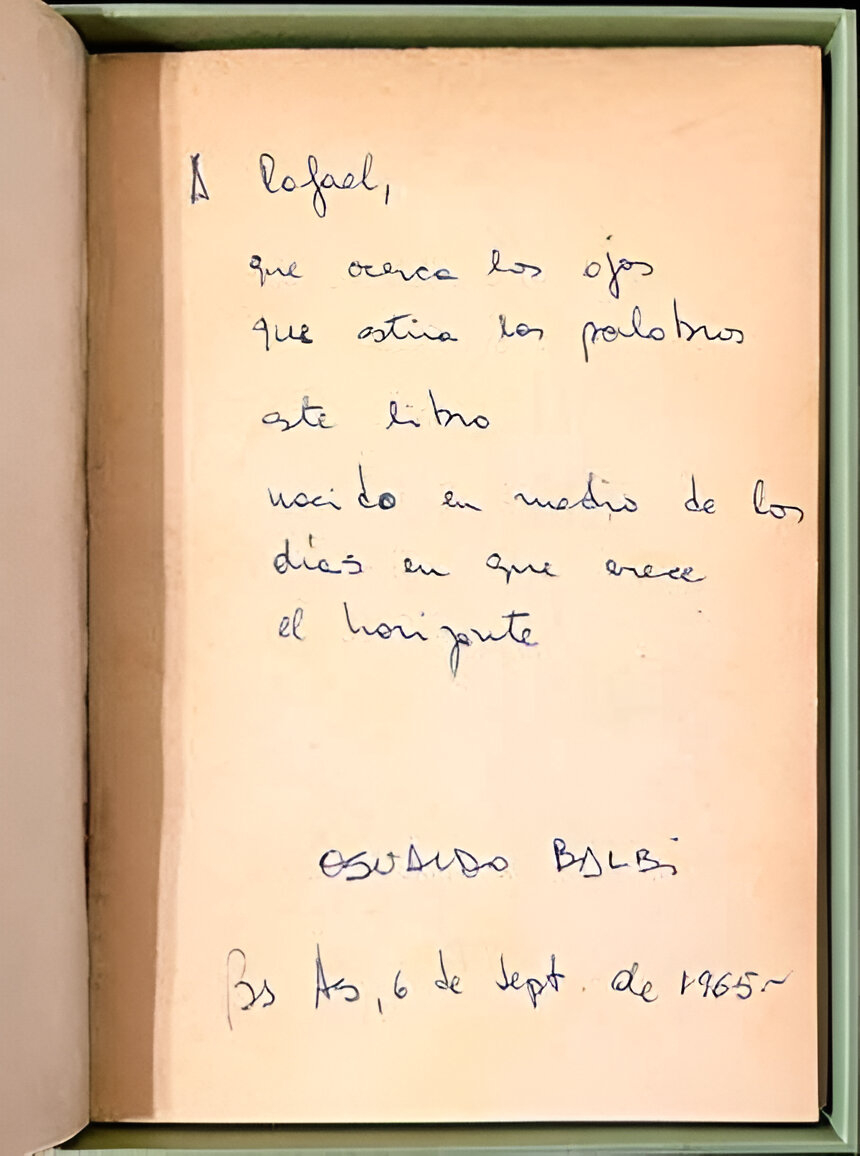
Interior del libro Expediente para el Asombro de Osvaldo Balbi. Ejemplar especialmente dedicado por el autor al poeta argentino Rafael Alberto Vásquez.

Rafael Alberto Vásquez fue miembro de la Sociedad Argentina de Escritores (SADE) desde diciembre de 1962 hasta su renuncia en febrero de 2000. Durante su afiliación, participó activamente en la vida institucional de la entidad y se presentó como candidato a vocal en distintas elecciones. En 1965 integró la lista Movimiento Gente Nueva, que proponía la profesionalización de la actividad del escritor. Si bien sus listas no resultaron ganadoras, lograron la creación de la Comisión de Literatura Nueva en octubre de 1965. Vásquez integró esta comisión hasta el 29 de agosto de 1966, cuando presentó su renuncia a raíz de la postura adoptada por la SADE tras el golpe de Estado de ese año y su consecuente alineamiento con la nueva situación institucional. En paralelo a su labor gremial, condujo el programa radial La Voz de la SADE, emitido por Radio Municipal entre abril y junio de 1966, junto a María Elena Walsh y Héctor Yánover, y más tarde por Radio Nacional en 1969, acompañado por Alicia Dujovne Ortiz y Nelly Candegabe. Asimismo, organizó y participó en diversas actividades culturales auspiciadas por la institución, entre ellas el acto Poesía y Tango, realizado el 16 de noviembre de 1965. En 1975 volvió a postularse, en este caso por la Agrupación Gremial de Escritores (AGE), una corriente que abogaba por “una SADE al servicio de los escritores” y “una literatura al servicio del pueblo”. Tras su alejamiento de la SADE, Vásquez se vinculó a la Sociedad de Escritoras y Escritores de la Argentina (SEA), entidad a la que se asoció en julio de 2007 y con la que mantuvo relación en los años posteriores.

## Vásquez poeta: estilo y temas
La producción poética de Rafael Alberto Vásquez se caracterizó por su compromiso social y una constante reflexión en torno a la memoria y la identidad. A lo largo de su trayectoria, cultivó una poesía que partía de la anécdota y de las experiencias personales, con el propósito de que estas pudieran dialogar y resonar con las vivencias de otros. En sus últimos libros, publicados a partir de 2011, abordó de manera explícita la temática del recuerdo, al que definía como “la gran llave” de la vida, y concebía la escritura como una herramienta de salvación personal y colectiva.
El paisaje urbano de Buenos Aires, y en particular su cotidianeidad, ocuparon un lugar central en su obra. Vásquez, identificado como un poeta porteño, encontraba inspiración en las calles de la ciudad, a la que dedicó numerosos textos a lo largo de su carrera. Su segundo libro, Apuesta diaria, incluyó una sección titulada Buenos Aires en mí y el extenso poema Canto confidencial a Buenos Aires, dedicado a Horacio Salas.

## Antologías y reconocimientos
A lo largo de su trayectoria, la obra de Rafael Alberto Vásquez fue incluida en numerosas antologías nacionales e internacionales. Entre ellas se destacan Buenos Aires dos por cuatro (1967), El 60 (1969), Generación poética del '60 (1975), Dársena Sur. Selección de poetas argentinos contemporáneos (2004) y Legado de poetas. Poesía social argentina 1956-2006 (2007).
En cuanto a distinciones, recibió el Tercer Premio "Evaristo Carriego" otorgado por el Consejo del Escritor en 1962, por su obra La Verdad al Viento. En 1964, obtuvo la Faja de Honor de la Sociedad Argentina de Escritores (SADE) por su libro Apuesta diaria. En 1998, fue distinguido con una mención en el Concurso Municipal de Literatura de la Ciudad de Buenos Aires (poesía édita, bienio 1992-1993). Posteriormente, en 2014, recibió el Gran Premio de Honor de la Fundación Argentina para la Poesía, y en 2019 le fue concedido el Premio "Esteban Echeverría", otorgado por la institución Gente de Letras.

## Otras actividades y legado
Además de su labor literaria, Rafael Alberto Vásquez participó activamente en propuestas vinculadas a la música y a la difusión de la poesía. Varios de sus textos fueron incorporados a grabaciones musicales, como el LP Buenos Aires vuelta y vuelta (1966) y los discos compactos Buenos Aires, la noche (2000), Rita canta a los poetas (2001) y Eduardo Baró. Urbango (2005). La cantante Rita Paolucci, a quien Vásquez había conocido en 1964, musicalizó diversos poemas de su autoría.
En 1970, intervino en el espectáculo de tango y poesía Aquí no pasa nada, en el que dos de sus poemas fueron seleccionados para la apertura y el cierre de la función.

## Fallecimiento
Rafael Alberto Vásquez falleció a los 90 años, el 26 de agosto de 2020.

## Obras destacadas

### Poemarios:
- La verdad al viento (1962) — Editorial Colombo
- Apuesta diaria (1964) — Editorial El Barrilete
- La vida y los fantasmas (1968) — Editorial Kraft 
- La piel y la alegría (1973)
- Hay sol en Buenos Aires (1975) — Edit. Papeles de Buenos Aires – Colección La Pluma y la Palabra
- Cercos de la memoria (1992) — Editorial Libros de Tierra Firme
- Ese sitio sin paz de la memoria (2007) (también citado como Este sitio sin paz de la memoria) — Editorial Libros de Tierra Firme
- Explicaciones y retratos (2011) — Ediciones El Mono Armado
- Pequeñas muertes, provisorios olvidos (2016) — Ediciones El Mono Armado
- Tanta luz de recuerdos (2018) – Editorial Vinciguerra

### Ensayo/cuadernillo:
- Ciclo de Poetas del 60. Rafael Alberto Vásquez (2003) – Secretaría de Educación del Gob. de la Ciudad de Bs. As.
- Informe sobre Santoro (2003) – Editorial Libros de Tierra Firme [aproximación bio-bibliográfica sobre el poeta Roberto Jorge Santoro, incluyendo un apéndice documental y una selección de su poesía]